# Сарнацький Віктор Леонідович
Віктор Леонідович Сарнацький (нар. 28 вересня 1977, м. Полонне, Хмельницька область — пом. 24 лютого 2024, с. Колодязі, Краматорський район, Донецька область) — солдат Збройних сил України, учасник російсько-української війни.

## Життєпис
Народився 28 вересня 1977 р. м. Полонне, Хмельницька обл.
Посада: старший механік-водій гранатометник першої зенітно-ракетної обслуги першого зенітно-ракетного взводу першої зенітної ракетної батареї зенітно ракетно-артилерійського дивізіону військової частини А1962.
Загинув 24.02.2024 року під час виконання бойового завдання.
Сімейний стан: залишилась донька.
Похований в місті Полонне.